# Una manciata di more
Una manciata di more è un romanzo di Ignazio Silone, il primo pubblicato dello scrittore abruzzese nel dopoguerra (1952).
Si presenta come un duro atto d'accusa politico contro l'establishment del Partito comunista italiano di quegli anni, di cui pure Silone, negli anni della gioventù era stato attivo militante.
All'uscita del romanzo, notevoli furono le critiche in Italia, soprattutto da parte della critica di stampo comunista e socialista, mentre all'estero il libro fu positivamente accolto.
Il romanzo è stato tradotto in dieci lingue.

## Trama
Il romanzo narra la storia di Rocco, un comunista che ha preso parte alle battaglie antifasciste della Resistenza che, tornato da un viaggio a Mosca, manifesta tutta la sua delusione meditando il distacco dal partito.
Rocco ama la giovane Stella che, negli anni della giovinezza, era stata da lui spinta ad abbracciare l'ideale comunista e che, al ritorno disilluso di Rocco, tenta il suicidio dopo essere stata inviata a perquisire la casa dell'amato su mandato del partito.
Il finale, con le nozze dei due giovani, vede trionfare un ideale nuovo con Rocco che riunisce attorno a sé una sorta di confraternita di adepti che si oppongono alle regole del partito, ispirati dal senso di giustizia e solidarietà verso i poveri.